# Fayray
페이레이 (Fayray, 1976년 4월 18일 ~)는 일본의 여성 싱어송라이터이다. 본명은 오하시 미나코(大橋 美奈子)이며 도쿄도에서 태어났다. 1998년 싱글 〈타이요노 그라비티〉로 데뷔했다.

## 작품 목록

### 싱글
- 17th 愛しても愛し足りない (2004년)
  - 드라마 《AT HOME DAD》 삽입곡

### 음반
- 《Craving》 (1999년)
- 《Ever After》 (2000년)
- 《Genuine》 (2001년)
- 《시로이 하나》 (2003년)
- 《Hourglass》 (2004년)
- 《Covers》 (2005년)
- 《히카리토 가게》 (2006년)
- 《네테모 사메테모》 (2009년)